# Stopplaats Lutjebroek
Stopplaats Lutjebroek (geografische afkorting Lj) is een voormalige stopplaats aan de spoorlijn Zaandam - Enkhuizen. De halte werd geopend op 15 mei 1930 als Grootebroek Molenpad, maar werd nog datzelfde jaar hernoemd naar Lutjebroek. De stopplaats werd 8 jaar later reeds opgeheven, op 15 mei 1938, samen met meer dan honderd andere stations en haltes in Nederland.